# Relaciones Islas Marshall-Venezuela
Las relaciones Islas Marshall-Venezuela se refieren a las relaciones internacionales que existen entre las Islas Marshall y Venezuela.

## Historia
En 2019, durante la crisis presidencial de Venezuela, las Islas Marshall reconocieron a Juan Guaidó como presidente de Venezuela.